# Erika Kaar
Erika Kaar (3 de octubre de 1988) es una actriz nacida en Berlín Occidental, de nacionalidad británica.

## Carrera
El primer papel de Kaar en la televisión ocurrió en la miniserie de 2014 The Passing Bells, donde interpretó a una enfermera polaca. Protagonizó la serie de televisión polaca Aż po sufit!. Su debut en el cine ocurrió en la película de Bollywood Shivaay (2016), dirigida por Ajay Devgan. En 2017 apareció en la serie de televisión American Gods, interpretando el papel de Zorya Polunochnaya.

## Filmografía
| Año  | Título        | Papel              |
| ---- | ------------- | ------------------ |
| 2014 | Blondynka     | Barber             |
| 2015 | Aż po sufit!  | Natalia Domirska   |
| 2015 | Bodo          | Hania              |
| 2016 | Shivaay       | Olga               |
| 2017 | Bodo          | Hania              |
| 2017 | American Gods | Zorya Polunochnaya |